# Frank Bainimarama
Frank Bainimarama, oficiálním jménem Ratu Josaia Voreqe Bainimarama (* 27. dubna 1954 Kiuva) je komodor fidžijského námořnictva a v letech 2007 až 2022 předseda vlády Fidžijské republiky.
Pochází z rodiny tradiční aristokracie z vesnice Kiuva na východě ostrova Viti Levu, absolvoval katolickou církevní školu. V roce 1975 narukoval k vojenskému námořnictvu, v osmdesátých letech sloužil v mírových silách OSN na Sinajském poloostrově, studoval management na Dalhousieově univerzitě v Kanadě, byl mu udělen Nejctihodnější řád sv. Jana Jeruzalémského. Roku 1997 se stal náčelníkem fidžijského generálního štábu a roku 1999 vrchním velitelem armády.
V květnu 2000 vyústilo napětí mezi Fidžijci a Indofidžijci ve státní převrat, který vedl George Speight. Prezident Kamisese Mara a premiér Mahendra Chaudhry byli svrženi a v zemi zavládl chaos. Moc převzala armáda, Bainimarama vyhlásil výjimečný stav a pozastavil platnost ústavy, 18. července 2000 dosadil jako novou hlavu státu dosavadního viceprezidenta Josefu Iloila.
Ačkoli Bainimarama předal moc civilní vládě, snažil se nadále ovlivňovat politické dění v zemi a jeho spory s předsedou vlády Laiseniou Qarasem se vyhrotily kvůli otázce potrestání strůjců puče i kontroverznímu zákonu Qoliqoli, který měl přidělit státní půdu tradičním domorodým komunitám. Bainimarama byl sesazen z čela armády, to však většina důstojníků odmítla a 6. prosince 2006 došlo k vojenskému převratu. Bainimarama prohlásil, že armáda je jedinou silou, která může zastavit rostoucí korupci a etnické konflikty a 5. ledna 2007 se prohlásil prozatímním předsedou vlády. V roce 2009 označil Nejvyšší soud Bainimaramovo převzetí moci za nelegální, prezident Iloilo však odmítl premiéra odvolat, zrušil ústavu a rozpustil Nejvyšší soud. Svoji pozici Bainimarama zlegalizoval v roce 2014, kdy se konaly volby, které vyhrála jeho strana FijiFirst. Po volbách bylo obnoveno fidžijské členství v Commonwealthu, pozastavené v důsledku převratu. Po složení premiérské přísahy se Bainimarama vzdal funkcí v armádě. Ve své vládě přechodně vedl ministerstva financí, zahraničí a národní bezpečnosti, získal také pozici předsedy ragbyové federace.